# روزنامه‌نگاری داده‌محور
روزنامه‌نگاری داده‌محور یا روزنامه‌نگاری بر اساس داده، بحثی است که از سال ۲۰۰۹ مطرح شده و یک فرایند روزنامه‌نگاری را نشان می‌دهد که بر اساس تحلیل و فیلتر مجموعه داده‌های بزرگ به هدف ایجاد موضوع و داستانی جدید است. منابع اصلی این فرایند نرم‌افزارهای متن‌باز، انتشارات در دسترس و داده‌های باز هستند. این روش روزنامه‌نگاری نشان از تمرین‌های گذشته هم دارد که بیشتر در گزارش به کمک کامپیوتر دیده می‌شده که سال‌هاست در آمریکا استفاده می‌شود. سایر روش‌های مشابه روزنامه‌نگاری صریح است که در کتاب Philipp Meyer که در سال ۱۹۷۲ منتشر شد آمده است که در آن نویسنده از تکنیک‌های علوم اجتماعی در تحقیقات دفاع کرده‌است.
روزنامه‌نگاری اطلاعات محور حتی یک روش گسترده‌تر دارد. در اصل این فرایند یک دسترسی روزافزون به داده‌های باز را ایجاد می‌کند. یعنی داده‌هایی که به‌طور رایگان و آنلاین در دسترس هستند و با ابزار متن‌باز تحلیل شده‌اند.
روزنامه‌نگاری اطلاعات محور تلاش می‌کند تا به سطح جدیدی از خدمات عمومی برسد، به مشتریان، مدیران و سیاستمداران کمک کند که الگوها را درک کنند و بر اساس یافته‌ها تصمیم‌گیری نمایند؛ بنابراین روزنامه‌نگاری براساس داده می‌تواند به روزنامه‌نگاران کمک کند که با راه جدیدی در نقشی وابسته به جامعه قرار گیرند. براساس پروژه‌هایی مثل MP Expense Scandal در سال ۲۰۰۹ و ۲۰۱۳ که توسط Offshore leaks منتشر شدند، روزنامه‌نگاری اطلاعات محور می‌تواند به عنوان یک نقش بازرسی فرض شود که با داده‌های نه‌چندان باز مثل داده‌های مخفی سروکار دارد.